# إلبوتاوات
إلبوتاوات (الاسم العلمي: Zoarcoidei)، رتيبة أسماك من الفرخيات. تشمل الرتيبة على أسماك الذئب والأسماك الحرشفية وإيلبوت. مع حوالي 400 نوع.